# The Australian Jewish News
The Australian Jewish News est un journal publié à Darlinghurst, quartier de Sydney, en Australie. Il paraît pour la première fois le novembre 1895 sous le titre de The Hebrew Standard of Australasia. Le journal est racheté en 1953 et rebaptisé  The Australian Jewish News. Depuis 2019, il est un partenaire local du journal israélien The Times of Israel.